# Diane Birch
Diane Birch (24 de janeiro de 1983) é uma cantora e compositora estadunidense.

## Biografia
Nascida em Michigan, ela passou toda sua infância em Zimbábue, África do Sul e Sydney, Austrália. Seu pai era um pastor Adventista e levava sua família aonde quer que ele trabalhasse. Quando ela era adolescente, sua família retornou aos Estados Unidos, e se instalou em Portland, Oregon. Diane estudou na Portland Adventist Elementary School e mais tarde na Portland Adventist Academy enquanto morava em Portland.
Birch começou a estudar piano usando o método Suzuki com a idade de sete anos. Seus pais não aprovaram a música secular, e ela cresceu ouvindo ópera, música clássica, música sacra e hinos que influenciaram sua música mais tarde.

## Carreira
Birch começou a estudar piano usando o Método Suzuki aos 7 anos de idade. Quando ela teve idade o suficiente, mudou-se para Los Angeles e fez alguns trabalhos como "pianista de contrato". Eventualmente ela tocava no Beverly Hotel e no L'Orangerie. Prince a ouviu tocando no Polo Loung em 2006 e a convidou para tocar com ele e sua banda na casa dele. Depois de ter sido descoberta no MySpace, Birch se mudou para Londres onde assinou um contrato de publicidade e escreveu a maior parte das músicas de seu álbum de estréia. Em 2007, ela se mudou para Nova York depois de assinar com Steve Greenberg, a S-Curve Records.
Birch toca piano, sintetizador Wurlitzer, Rhodes (com quem tem um contrato de patrocínio) e guitarras Fender.
Seu primeiro álbum, Bible Belt, foi laçado em 2009. Entre os músicos convidados para a gravação, estão incluídos: Lenny Kaye (do The Patti Smith band), Adam Blackstone (The Roots e Jay Z), Cindy Blackman (Lenny Kravitz), George Porter and Tom "Bones" Malone. O álbum foi produzido por Steve Greenberg com Betty Wright e Michael Mangini. Birch escreveu todas as letras e musicas para o álbum e citou seu pai e sua educação religiosa como influência.
As canções de "Bible Belt" variam em sua matéria, "Fools" Birch diz que é sobre o seu tempo vivido em Los Angeles, "Magic View" foi inspirada em sua chegada a Nova York. "Don't Wait Up", lembra ela adolescentes fase "gótica"; Birch sairia de casa com pouca ou nenhuma maquiagem e, uma vez fora de casa, aplicava o delineador, passava um batom preto pesado e branqueava o rosto. Quando ela voltava para casa, seu pai, chocado, estaria esperando por ela a ler a Bíblia. "Valentino" é uma ode ao seu amigo imaginário de infância, ela diz que se assemelhava a Mozart.
Sua estréia na televisão foi na CBS "Late Late Show with Craig Ferguson" em junho de 2009. Ela apareceu no Late Night with David Letterman ,um mês depois. Outras aparições na televisão incluem o grande Carson Daly Show e Jimmy Kimmel, bem como uma apresentação no webcast Daryl Hall, Live from Daryl's House e The Tonight Show with Conan O'Brien .
Ao vivo, a banda de Birch é composta por Eric Bloom no trompete, flugelhorn e pandeiro, Jay Foote no contrabaixo e Alex Foote na guitarra.
Em 2010, Birch foi à abertura da Nick Jonas and the Administration tour.
Em 2010, Birch se apresentou no Monto Water Rats,London, e no Tabernacle.Ela se apresentou como o ato de abertura para Stevie Wonder no Hard Rock Calling Festival no Hyde Park e em Nîmes, França.